# Korkiasaari (ö i Lappland, Norra Lappland, lat 67,28, long 26,73)
Korkiasaari är en ö i Finland. Den ligger i vattendraget Kitinen och i kommunen Sodankylä i den ekonomiska regionen Norra Lappland och landskapet Lappland, i den norra delen av landet, 800 km norr om huvudstaden Helsingfors. Öns area är 0,5 hektar och dess största längd är 170 meter i sydöst-nordvästlig riktning.